# 日明恩
日明 恩（たちもり めぐみ、1967年 - ）は、日本の小説家・推理作家。神奈川県川崎市出身。日本女子大学卒業。夫は、漫画家の青木たかお。

## 経歴
都筑道夫の小説講座に通い小説を書き始める。大学病院で外科教授の秘書を勤める傍ら、2002年、『それでも、警官は微笑う』（応募時のタイトルは「迎日」）で第25回メフィスト賞を受賞し、小説家デビューする。2003年、消防士を主人公にした『鎮火報 Fire's Out』で第25回吉川英治文学新人賞候補。2012年、静岡県浜松市天竜区にある3高校の生徒が、同年代に勧めたい1冊を選ぶ第4回天竜文学賞に『ギフト』が選ばれる。

## 作品リスト

### 単行本
- 武本&潮崎シリーズ
  - それでも、警官は微笑う（2002年6月 講談社 / 2005年4月 講談社ノベルス / 2006年7月 講談社文庫 / 2011年1月 双葉文庫）
  - そして、警官は奔る（2004年2月 講談社 / 2007年2月 講談社ノベルス / 2008年8月 講談社文庫 / 2011年4月 双葉文庫）
  - やがて、警官は微睡る（2013年2月 双葉社 / 2016年2月 双葉文庫 / 2022年9月 双葉文庫〈新装版〉）
  - ゆえに、警官は見護る（2018年11月 双葉社 / 2022年10月 双葉文庫）

- Fire's Outシリーズ
  - 鎮火報 Fire's Out（2003年1月 講談社 / 2005年9月 講談社ノベルス / 2008年2月 講談社文庫 / 2010年11月 双葉文庫）
  - 埋み火 Fire's Out（2005年8月 講談社 / 2010年11月 双葉文庫）
  - 啓火心 Fire's Out（2015年6月 双葉社 / 2018年6月 双葉文庫）
  - 濁り水 Fire's Out（2021年11月 双葉社 / 2024年2月 双葉文庫）

- シリーズ外作品
  - ギフト（2008年6月 双葉社 / 2011年12月 双葉文庫 / 2019年6月 双葉文庫〈新装版〉）
  - ロード&ゴー（2009年10月 双葉社 / 2012年9月 双葉文庫） - Fire's Outシリーズの人物も登場する
  - 優しい水（2017年3月 徳間書店）
  - ヒマかっ! Get a Life!（2023年9月 双葉社）

### アンソロジー
「」内が日明恩の作品
- 坂木司リクエスト! 和菓子のアンソロジー（2013年1月 光文社 / 2014年6月 光文社文庫）「トマどら」
- エール! 3（2013年10月 実業之日本社文庫）「心晴日和」
- 地を這う捜査 「読楽」警察小説アンソロジー（2015年12月 徳間文庫）「山の中の犬」
- 超短編! 大どんでん返し（2021年2月 小学館文庫）「愛妻へのプレゼント」

### 連載
- 優しい水（『読楽』2015年5月号 - 2016年6月号）

### 単行本未収録短編
- 南武信用金庫シリーズ
  - 担保調査の彼女（新潮社『小説新潮』2013年2月号）
  - 口座開設の彼（新潮社『小説新潮』2013年9月号）
  - クレーマーからのご意見（新潮社『小説新潮』2014年2月号）
  - 金曜午後二時十分の彼女（新潮社『小説新潮』2014年9月号）
- 山の中の犬（徳間書店『読楽』2014年11月号）